# Анаїс Бескон
Анаїс Бескон (фр. Anaïs Bescond; нар. 15 травня 1987, Оне-сюр-Одон) — французька біатлоністка, олімпійська чемпіонка та медалістка, чемпіонка та призерка чемпіонатів світу. 
Бронзову олімпійську медаль Бескон виборола в гонці переслідування на Олімпіаді 2018 року в Пхьончхані. 
Срібні медалі чемпіонату світу Анаїс виборола в складі естафетної команди Франції на чемпіонаті світу 2011 та чемпіонаті світу 2012 років. 
Золоту медаль чемпіонки світу Анаїс здобула в складі французької команди в змішаній естафеті на чемпіонаті 2016 року в Осло. 
Свою першу перемогу на етапі кубка світу Анаїс здобула 16 січня 2014 року в Антерсельві у спринтерській гонці. 